# Randolph Churchill (1849–1895)
Lord Randolph Churchill, fullständigt namn Randolph Henry Spencer-Churchill, född 13 februari 1849 på Blenheim Palace, död 24 januari 1895 i London, var en brittisk politiker (tory). Han var finansminister, Indienminister, medlem av Fjärde partiet och en av grundarna till Primrose League.

## Biografi
Lord Randolph var en yngre son till John Spencer-Churchill, 7:e hertig av Marlborough och hans hustru Frances, dotter till Charles William Vane, 3:e markis av Londonderry. 
Randolph Churchill utbildades vid Cheam School, Eton och Oxford. Han blev parlamentsledamot för de konservativa 1874. Han umgicks i London med Benjamin Disraeli, vilken starkt påverkade honom politiskt. Sedan denne lämnat politiken ställde sig Churchill i opposition mot torypartiets ledning och bildade en fraktion inom detsamma, "Fjärde partiet", eller "Torydemokraterna". Sina politiska idéer utvecklade han under agitationsturnéer, särskilt 1883–1884, samt i Primrose League. I Salisburys första ministär 1885–1886 var han statssekreterare för Indien, och verkade som sådan under erövringen av Burma. Han blev finansminister 1886 i Salisburys andra ministär, men avgick efter ett halvår, eftersom han inte kunde gå med på de krav som framfördes från krigsministeriet av Smith.
Churchill fortsatte sitt arbete inom politiken, men försämrad hälsa begränsade hans arbetsförmåga. Han företog flera längre resor, bland annat till Sydafrika. Då han under en jordenruntresa 1894 nådde Burma, som under hans regeringstid införlivats med Storbritannien, drabbades han av ett slaganfall, från vilket han aldrig återhämtade sig. 
Det fanns teorier om att dödsorsaken skulle varit syfilis som även Winston Churchill såg som sannolika men på senare så har det motbevisats. 
Sina intryck från Sydafrika publicerade Churchill i Men, mines and animals in South Africa (1892). Hans Speeches utgavs i två band av L. Jennings (1889).
1874 gifte han sig med den amerikanska societetsskönheten Jennie Jerome Churchill och fick med henne bland annat den senare premiärministern sir Winston Churchill.